# Тёни, Вильгельм
Вильгельм Тёни (нем. Wilhelm Thöny; 10 февраля 1888, Грац — 1 мая 1949, Нью-Йорк) — австрийский художник.

## Биография
В 1908—1913 годах учился в Мюнхенской академии художеств у Габриэля фон Хакля и Анджело Янка, примкнул к Новому сецессиону. Во время Первой мировой войны работал военным художником. В 1923 году вернулся в Грац, образовав вместе с ещё несколькими земляками объединение Грацский сецессион. С 1931 года жил во Франции, в 1938 году вместе с супругой-американкой уехал в США. В 1948 году значительная часть работ Тёни, вывезенных им в Нью-Йорк, была уничтожена пожаром. Его сохранившиеся работы можно увидеть в Новой галерее в Граце, Галерее Бельведер и Венском военно-историческом музее.